# Ankylose (geneeskunde)
Ankylose betekent dat er bij een gewricht bijna geen bewegingsmogelijkheid is, doordat de botdelen door ziekte aan elkaar zijn vergroeid. Voorbeelden zijn ankylose van een tand of kies, maar van het kaakgewricht komt ook voor. Een ander voorbeeld is de ziekte van Bechterew, oftewel ankyloserende spondylitis: hierbij zorgt een reumatische ontsteking ervoor dat de ruggenwervels aan elkaar vergroeien.
Artrodese is een kunstmatige ankylose, waarbij door middel van een operatie de normale beweeglijkheid van een gewricht is opgeheven. Een gewricht dat zo is behandeld wordt met ankylose of artrodese aangeduid.